# Villa Gschwindt-Tőry
Pour les articles homonymes, voir Tory (homonymie).
Le villa Gschwindt-Tőry (en hongrois : Gschwindt-Tőry-villa) est un édifice situé dans le 2e arrondissement de Budapest.